# Vinko Trinkaus
Vinko Trinkaus, slovenski pisatelj, dramatik, novinar in urednik, * 10. oktober 1927, Gabrijele, Kraljevina SHS, † 2010

## Življenjepis
Trinkaus je pred vojno obiskoval nižjo gimnazijo v Trbovljah, potem pa se je zaposlil kot delavec v hrastniškem rudniku in steklarni, leta 1944 je odšel v partizane. Po vojni je bil med drugim tajnik Zveze svobod in prosvetnih društev (1957 do 1961), glavni urednik Delavska enotnosti (1961 do 1965), novinar pri Teoriji in praksi (1965 do 1971), nato nekaj let v svobodnem poklicu. Leta 1970 je začel študirati na FSPN v Ljubljani, nato pa je zaposlil na GZS (1977 do 1984). Za literarno delo je prejel Kajuhovo nagrado.

## Literarno delo
Trinkaus je začel pisati že kot dijak. Kasneje pa je v svojih delih zajemal snov iz NOB in kritično obravnaval socialno problematiko, zlasti zasavskega rudarskega okolja. Napisal je romane Črna dolina (1971), Prvi bataljoni (1972), Brigade s hribov (1973), Velika stavka (1974), Upanje (1993), Podjetnica (1998), Komisar padlega bataljona (1982), in drame oziroma radijske igre Pesem o morju in zvezdah (uprizorjena 1953), Maščevanje (1969), Zrušek (1969), Veliki načrt (1971), Tiha dolina (1973), General Kacijanar (1995).